# العتاك
العتاك أول مسلسل رسوم متحركة عراقي من تأليف الكاتب محمد خماسوإخراج مهند أبو خمرة ومن إنتاج قناة الشرقية لعام 2011 وتنفيذ علي أبو خمرة شركة Etana Prodcution. و هي شخصية حقيقة و اسمها جمعة العتاك

## فكرة العمل
مسلسل كرتوني شعبي كوميدي، يتحدث عن شاب فقير من بغداد يُدعى جمعة العتاك، والعتاك هي مهنة بيع وشراء الأشياء القديمة والتي يمكن إعادة تصنيعها، حيث يجوب جمعة أرجاء العاصمة بغداد بحثا عن الخردة برفقة صديقه (علولي) وتكون وسيلة تنقلهم عبارة عن عربة صغيرة يجرها صديقهم الثالث (أبو صابر) وهو حمار ناطق لكنه يمتاز بالحكمة. يُغرم جمعة العتاك بفتاة تدعى هنادي وهي الابنة الوحيدة لعائلة غنية تسكن أحد الأحياء الراقية ببغداد، ويواجه العتاك مشاكل في علاقته، إذ يرفض والد هنادي أن يزوجها له كونه فقير ولا يستطيع أن يحقق لها العيش الرغيد فضلا عن الفارق الطبقي بين العائلتين، حيث يعيش العتاك مع أمه وأبيه اللذان يعملان في إحدى المدارس التي تقع في مدينة شعبية فقيرة إذ تعمل والدته منظفة أما والده فيعمل حارس ليلي في المدرسة، وتكون هذه المدرسة هي سكن العتاك وعائلته فهم لا يمتلكون بيت للعيش فيه. العمل غير متسلسل الأحداث ويعتمد على إطار القصة المنفردة حيث يواجه جمعة في كل يوم مشاكل مع حبيبته أو أثناء عمله ويتم معالجتها بطريقة كوميدية ساخرة. في نهاية المطاف يستطيع جمعة أن يتزوج بحبيبته هنادي حينما يحدث وأن يخسر والد هنادي تجارته لينزل إلى مستوى الطبقة الفقيرة ويعيش مع بيت جمعة في نفس المدرسة.

## الشخصيات
- جمعة العتاك

مؤدي الصوت: سعد خليفة.
- أم جمعة العتاك (أم عتوكي)

مؤدية الصوت: ميس كمر.
- أبو جمعة العتاك (مزعل)

مؤدي الصوت: ناهي مهدي.
- علولي

مؤدي الصوت: إحسان دعدوش.
- أبو صابر

مؤدي الصوت: مهدي الحسيني.
- هنادي

مؤدية الصوت: تمارة
- والد هنادي

## كادر العمل
- إخراج : مهند أبو خمرة
- منتج منفذ : شركة إيتانا للإنتاج التلفزيوني Etana Production - علي أبو خمرة
- تأليف : محمد خماس
- تاريخ العرض :  2011 (الجزء الأول) - 2015 (الجزء الثاني)
- عدد الحلقات : 60 حلقة
- مدة الحلقة : 15 دقيقة